# Bernard Lacombe

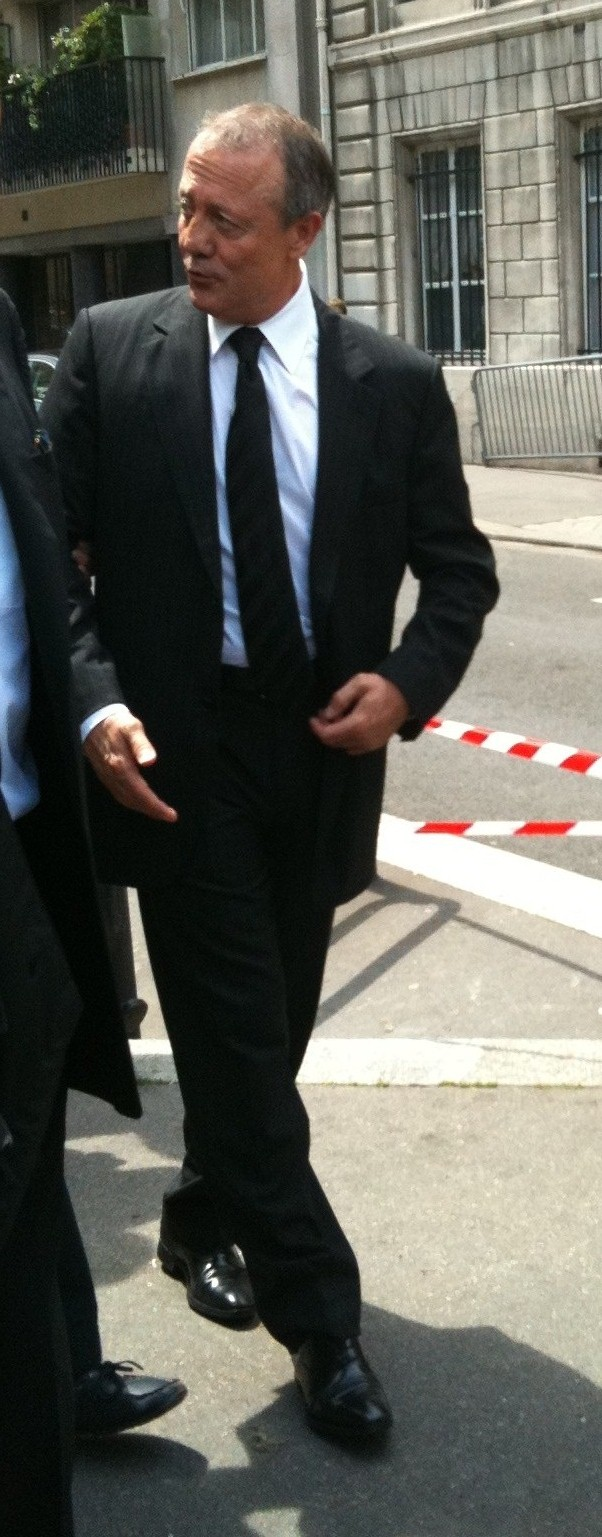
Bernard Lacombe (2012)

Bernard Lacombe (* 15. August 1952 in Lyon; † 17. Juni 2025) war ein französischer Fußballspieler.

## Sportliche Laufbahn

### Vereinskarriere
Der Mittelstürmer begann seine Karriere 1969 bei Olympique Lyon, wo er unter anderem mit Raymond Domenech und Aimé Jacquet, der 1976 auch sein Trainer wurde, in einer Mannschaft spielte. 1973 holte Lacombe seinen ersten Titel (Französischer Pokalsieger) und gab sein Debüt in der französischen Nationalmannschaft.
Nach einem einjährigen Gastspiel bei AS Saint-Étienne wechselte er 1979 zu Girondins de Bordeaux, wo er bis zu seinem Karriereende 1987 blieb und seine erfolgreichste Zeit verlebte; dort wurde er dreimal französischer Meister (1984, 1985, 1987) und zweimal Pokalsieger (1986, 1987). Insgesamt bestritt Lacombe in seiner Karriere 497 Spiele in der Division 1 und schoss dabei 255 Tore, was ihn in Frankreich bis heute zum zweitbesten Torjäger aller Zeiten macht. 1972/73 und 1984/85 war er jeweils zweitbester Ligatorschütze in Frankreich.

### Auswahleinsätze
Bernard Lacombe bestritt zwischen September 1973 und Juni 1984 38 Länderspiele in der Équipe Tricolore und erzielte dabei 12 Tore. Seinen ersten großen internationalen Einsatz hatte er bei der Weltmeisterschaft 1978 in Argentinien, wo er sich gleich im ersten Spiel in die Geschichtsbücher eintrug: Im ersten Gruppenspiel gegen die favorisierten Italiener schoss er in der 1. Spielminute das 1:0 für Frankreich. Es war das erste Tor des Turniers, nachdem das Eröffnungsspiel einen Tag zuvor zwischen Deutschland und Polen noch 0:0 ausgegangen war. Das Spiel ging am Ende 1:2 verloren und Frankreich schied als Gruppendritter nach der Vorrunde aus.
Sehr viel erfolgreicher verliefen für Lacombe die Weltmeisterschaft 1982 in Spanien und die Fußball-Europameisterschaft 1984 im eigenen Land. In Spanien schied seine Mannschaft erst im dramatischen Halbfinale von Sevilla gegen Deutschland nach Elfmeterschießen aus und wurde nach einer 2:3-Niederlage gegen Polen Vierter. 1984 wurden Les Bleus dann Fußballeuropameister.

## Weiterer Werdegang
Bernard Lacombe lebte wieder in seiner Geburtsstadt. Nachdem er bei Olympique Lyon einige Jahre lang als Trainer gearbeitet hatte, machte der Verein ihn zum offiziellen Berater des Präsidiums. Er gilt als einer der Väter des Aufstiegs von Olympique Lyon im 21. Jahrhundert.